# De Spiegel (theater)
De Spiegel is een theater in Zwolle, ontworpen door Martien van Goor. Het is één der twee theaters onder de overkoepelende organisatie Zwolse theaters; het andere is de Schouwburg Odeon. De Spiegel heeft als enig theater in Nederland een beweegbaar plafond. De bouw begon in oktober 2004. Het theater werd op 30 september 2006 geopend door koningin Beatrix.
Het theater heeft als basis 850 plaatsen, maar als het plafond in zijn hoogste stand is gezet zijn dit er 1.000. Het zaalvolume is dan verdubbeld. Dit is handig bij bijvoorbeeld concerten. Bij toneelstukken wordt het plafond juist in zijn laagste stand gezet, opdat stemmen niet verloren gaan in de grote ruimte. Het theater bestaat uit een zaal en twee balkons. Een derde balkon is mogelijk als het plafond verhoogd wordt. De hoefijzervorm van het theater zorgt voor goed contact tussen podium en publiek.

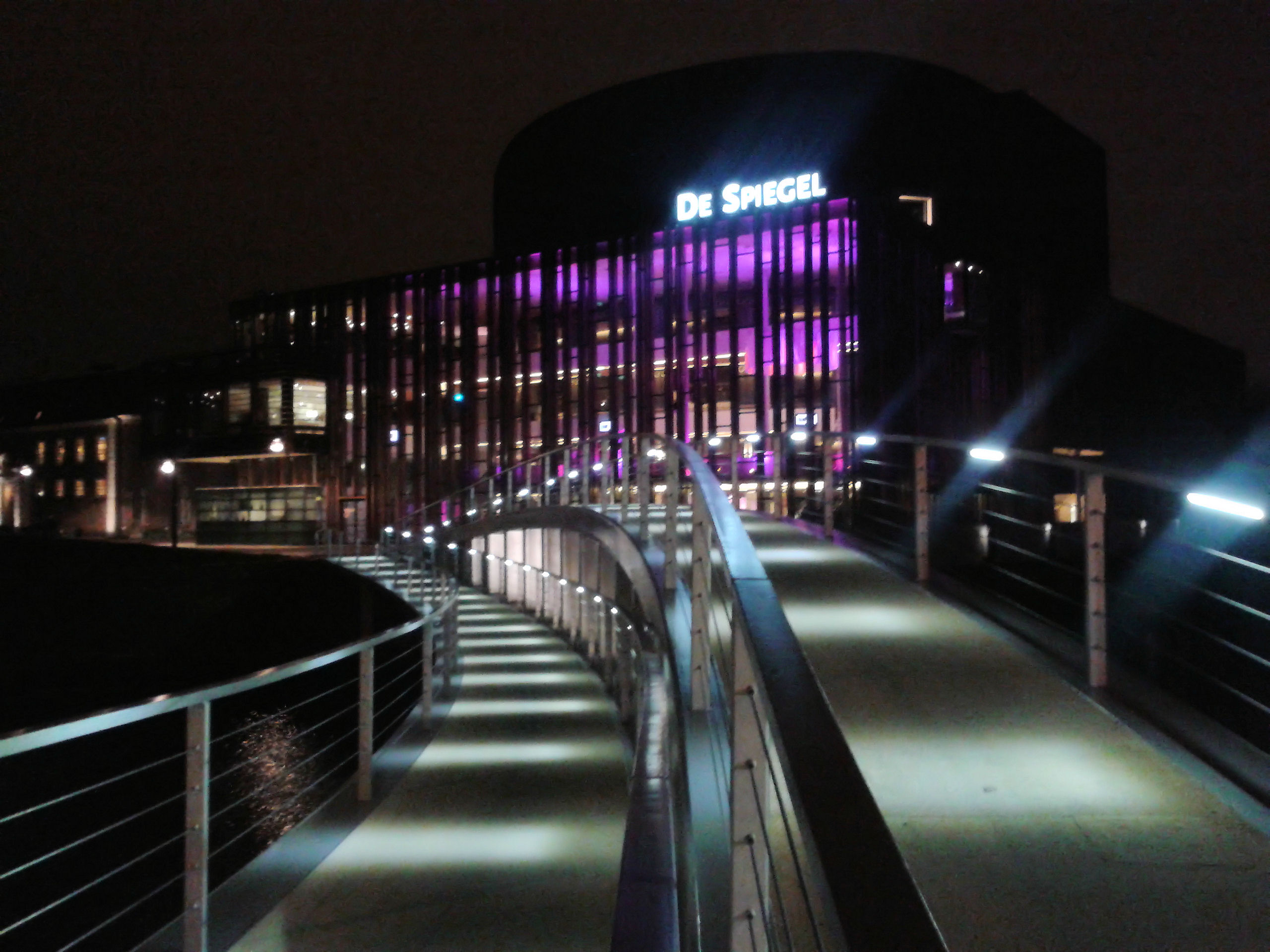
De nieuwe loopbrug naar de Spiegel bij avond

Een loopbrug met twee verdiepingen over het water en een weg verbindt het terrein waar De Spiegel zich op bevindt met het winkelcentrum Diezerpoort, om zo van de parkeergelegenheid aldaar gebruik te kunnen maken.

## Kunst
In het theater bevindt zich een vaste kunstcollectie. 
In 2019 werd een pop-up museum in het theater georganiseerd waar kunstenaars hun werken in de zomer kunnen exposeren.

## Fotogalerij

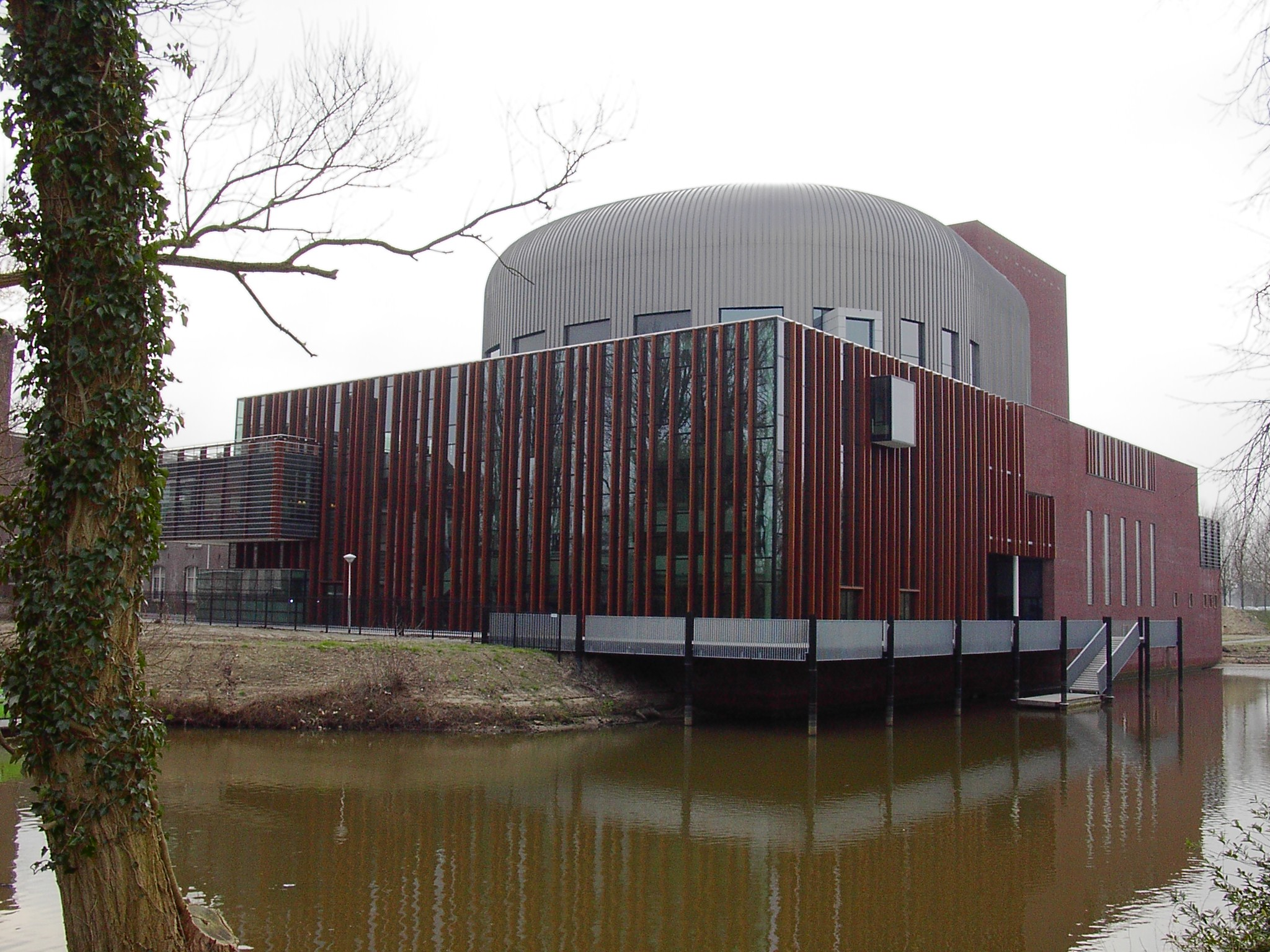
Theater De Spiegel
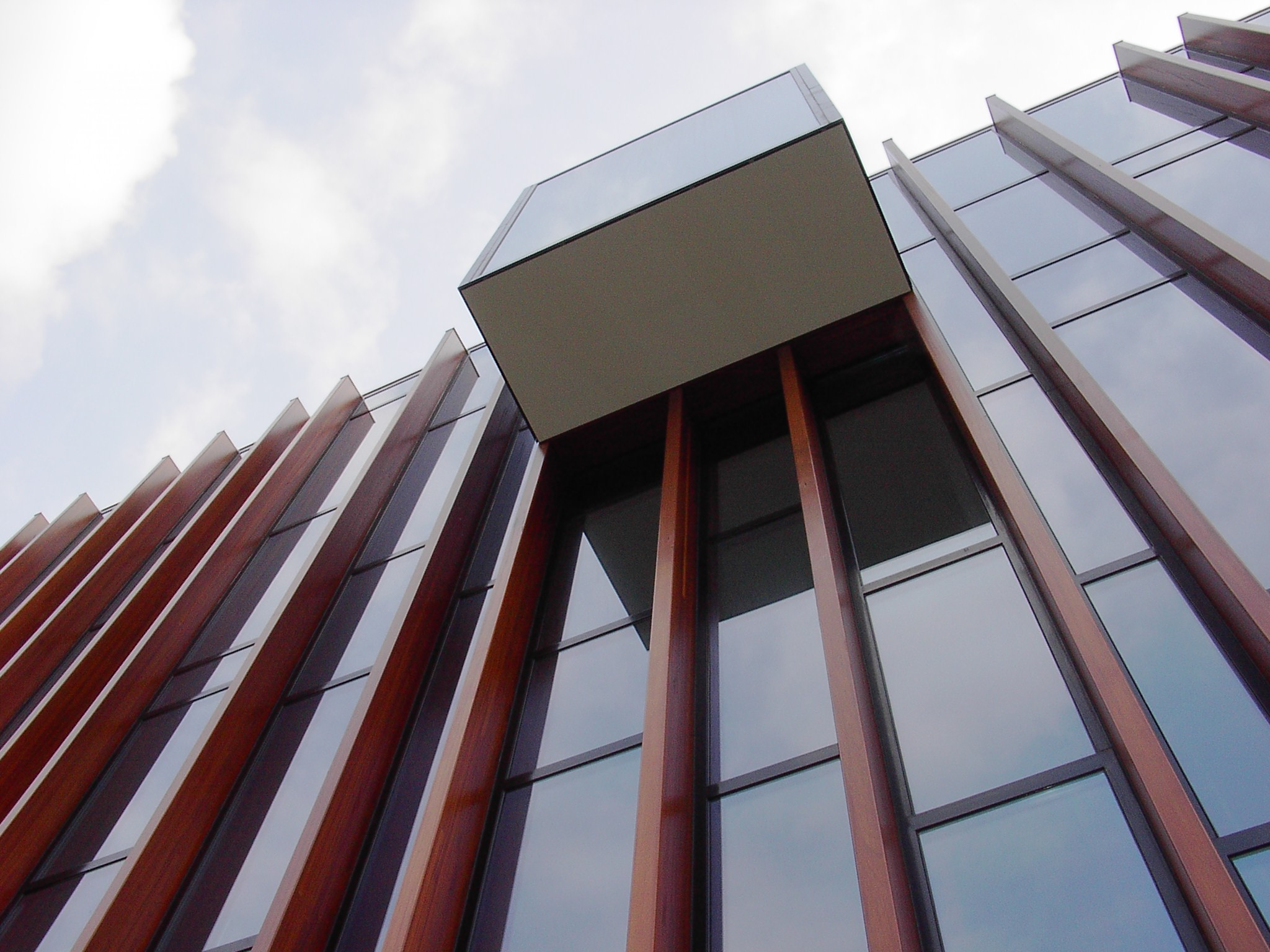
Detail